# Leff Armor Communauté
Leff Armor Communauté est une communauté de communes française, créée le 1er janvier 2017 et située dans le département des Côtes-d'Armor, en région Bretagne.

## Historique
La communauté de communes est créée le 1er janvier 2017 par arrêté préfectoral du 28 novembre 2016. Elle est formée par fusion de deux communautés de communes, la communauté de communes Lanvollon - Plouha et Le Leff communauté.
Le 1er janvier 2019, les communes de Châtelaudren et Plouagat fusionnent pour constituer la commune nouvelle de Châtelaudren-Plouagat.

## Territoire communautaire

### Géographie
Située au centre-nord du département des Côtes-d'Armor, la communauté de communes Leff Armor Communauté regroupe 27 communes et s'étend sur 428,8 km2.

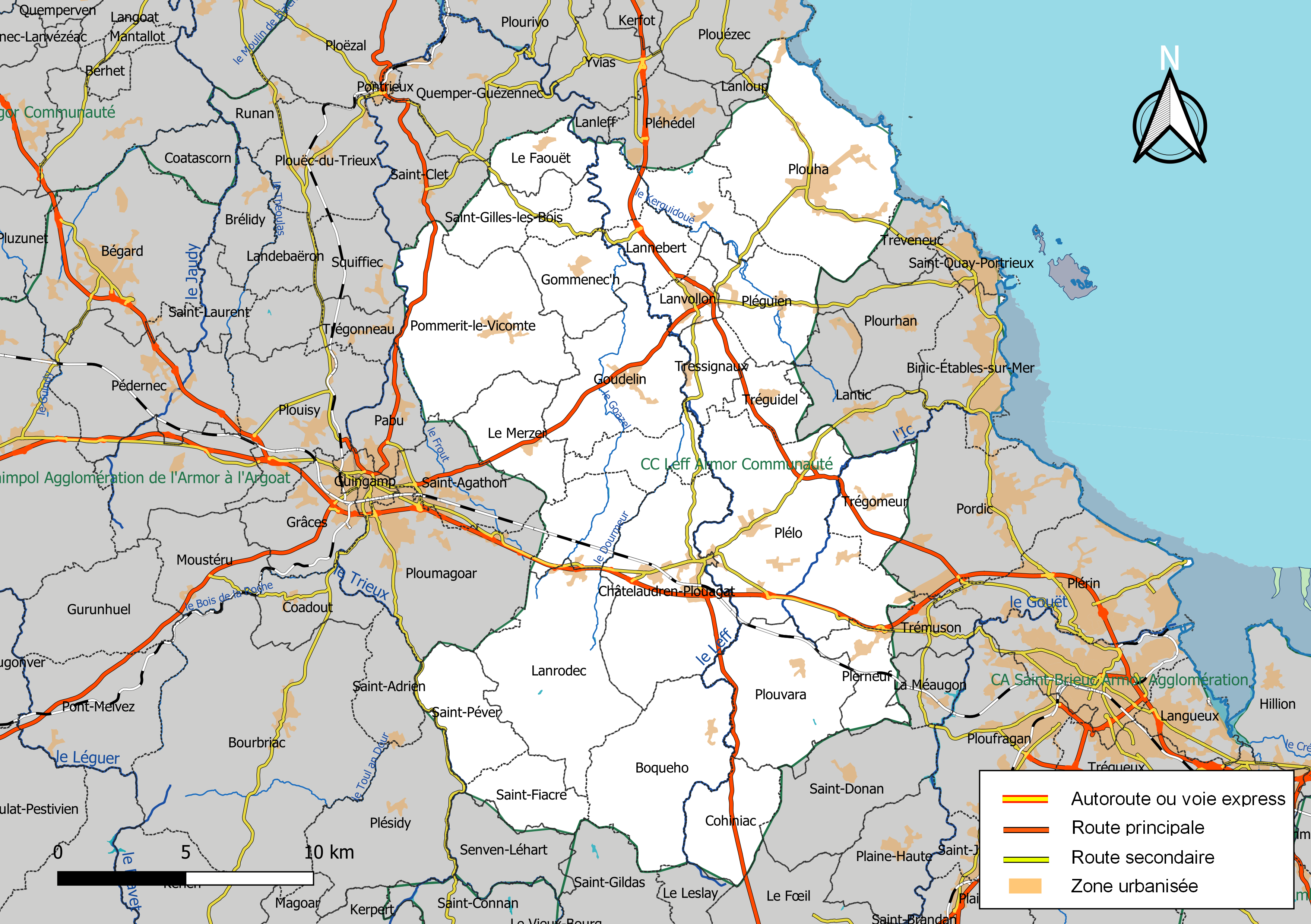
Carte de la communauté de communes Leff Armor Communauté au 1er janvier 2019.

### Composition
La communauté de communes est composée des 27 communes suivantes :

| Nom                   | Code Insee | Gentilé        | Superficie (km2) | Population (dernière pop. légale) | Densité (hab./km2) |
| --------------------- | ---------- | -------------- | ---------------- | --------------------------------- | ------------------ |
| Lanvollon (siège)     | 22121      | Lanvollonnais  | 5,01             | 1 907 (2022)                      | 381                |
| Boqueho               | 22011      | Boquésiens     | 27,12            | 1 054 (2022)                      | 39                 |
| Bringolo              | 22019      | Bringolois     | 9,38             | 510 (2022)                        | 54                 |
| Châtelaudren-Plouagat | 22206      |                | 32,44            | 3 968 (2022)                      | 122                |
| Cohiniac              | 22045      | Cohiniacais    | 12,26            | 397 (2022)                        | 32                 |
| Le Faouët             | 22057      | Faouëtais      | 7,55             | 410 (2022)                        | 54                 |
| Gommenec'h            | 22063      | Gommenechois   | 11,83            | 552 (2022)                        | 47                 |
| Goudelin              | 22065      | Goudelinais    | 22,98            | 1 716 (2022)                      | 75                 |
| Lannebert             | 22112      | Lannebertois   | 6,99             | 431 (2022)                        | 62                 |
| Lanrodec              | 22116      | Lanrodéciens   | 31,92            | 1 380 (2022)                      | 43                 |
| Le Merzer             | 22150      | Merzeriens     | 12,63            | 974 (2022)                        | 77                 |
| Pléguien              | 22177      | Pléguinais     | 15,48            | 1 440 (2022)                      | 93                 |
| Plélo                 | 22182      | Plélotins      | 43,38            | 3 283 (2022)                      | 76                 |
| Plerneuf              | 22188      | Plerneucois    | 8,3              | 1 119 (2022)                      | 135                |
| Plouha                | 22222      | Plouhatins     | 39,97            | 4 677 (2022)                      | 117                |
| Plouvara              | 22234      | Plouvaratins   | 22,19            | 1 149 (2022)                      | 52                 |
| Pludual               | 22236      | Pludualais     | 9,27             | 737 (2022)                        | 80                 |
| Pommerit-le-Vicomte   | 22248      | Pommeritain    | 33,03            | 1 842 (2022)                      | 56                 |
| Saint-Fiacre          | 22289      | Saint-Fiacrois | 9,7              | 212 (2022)                        | 22                 |
| Saint-Gilles-les-Bois | 22293      | Saint-Gillois  | 9,45             | 389 (2022)                        | 41                 |
| Saint-Jean-Kerdaniel  | 22304      | Kerdanielais   | 11,12            | 691 (2022)                        | 62                 |
| Saint-Péver           | 22322      | Saint-Péverois | 13,13            | 388 (2022)                        | 30                 |
| Trégomeur             | 22356      | Trégomeurois   | 10,37            | 947 (2022)                        | 91                 |
| Tréguidel             | 22361      | Tréguidelais   | 6,56             | 630 (2022)                        | 96                 |
| Tréméven              | 22370      | Trémévenois    | 5,12             | 355 (2022)                        | 69                 |
| Tressignaux           | 22375      | Tressignaulais | 7,29             | 682 (2022)                        | 94                 |
| Trévérec              | 22378      | Trévérecois    | 4,33             | 224 (2022)                        | 52                 |

### Démographie
| 1968   | 1975   | 1982   | 1990   | 1999   | 2010   | 2015   | 2021   |
| ------ | ------ | ------ | ------ | ------ | ------ | ------ | ------ |
| 23 843 | 23 040 | 24 075 | 24 551 | 25 801 | 30 150 | 31 199 | 31 782 |

## Administration

### Siège
Le siège de la communauté de communes est situé à Lanvollon.

### Les élus
Le conseil communautaire de la communauté de communes se compose de 57 conseillers, élus pour une durée de six ans.
Ils sont répartis comme suit :
| Nombre de conseillers | Communes                                                                                    |
| --------------------- | ------------------------------------------------------------------------------------------- |
| 7                     | Plouha                                                                                      |
| 6                     | Châtelaudren-Plouagat                                                                       |
| 5                     | Plélo                                                                                       |
| 3                     | Goudelin, Lanvollon, Pommerit-le-Vicomte                                                    |
| 2                     | Boqueho, Lanrodec, Le Merzer, Pléguien, Plerneuf, Plouvara, Pludual, Trégomeur, Tressignaux |
| 1 (+1 suppléant)      | les 12 autres communes                                                                      |

### Présidence
| Période      | Période      | Identité            | Étiquette | Qualité                          |
| ------------ | ------------ | ------------------- | --------- | -------------------------------- |
| janvier 2017 | juillet 2020 | Philippe Le Goux    | PS        | Maire de Pléguien (depuis 2014)  |
| juillet 2020 | En cours     | Jean-Michel Geffroy | SE        | Maire de Lannebert (depuis 2014) |

### Régime fiscal et budget
Le régime fiscal de la communauté de communes est la fiscalité professionnelle unique (FPU).